# Coleophora crocinella
Coleophora crocinella é uma espécie de mariposa do gênero Coleophora pertencente à família Coleophoridae.